# Dichaetomyia fulvoapicata
Dichaetomyia fulvoapicata är en tvåvingeart som beskrevs av Fritz Isidore van Emden 1965. Dichaetomyia fulvoapicata ingår i släktet Dichaetomyia och familjen husflugor. Inga underarter finns listade i Catalogue of Life.